# Invictus Games

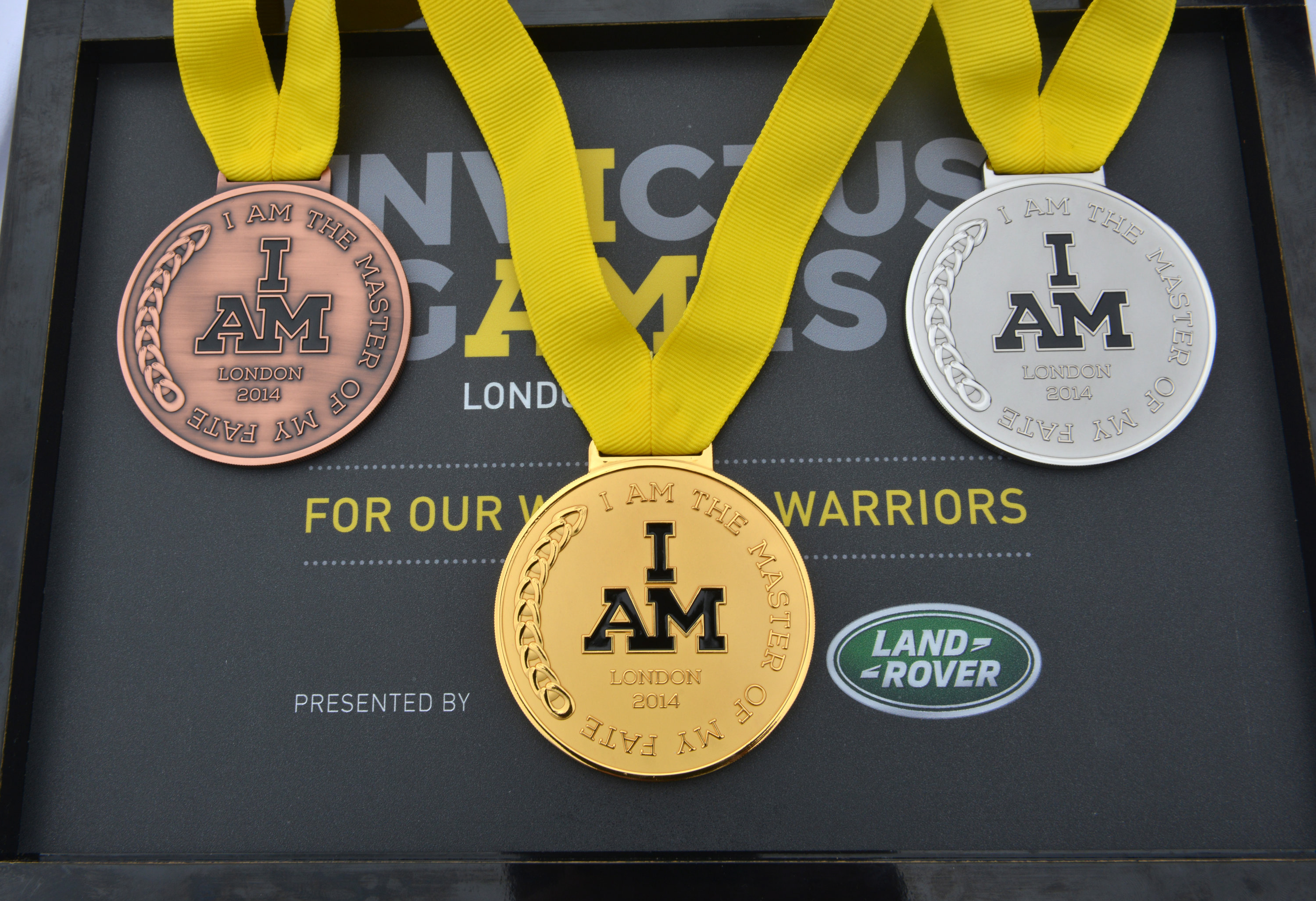
Medallas de Londres 2014

Invictus son unos juegos adaptados internacionales, también conocido como multi-acontecimiento de deporte, creado por el Príncipe Enrique de Inglaterra, cuya asociación personal de veteranos enfermos o heridos participa en los deportes que incluyen baloncesto en silla de ruedas, voleibol sentado, y remo en el interior. El acontecimiento está inspirado en los Warrior Games, un acontecimiento similar realizado en los Estados Unidos. Los primeros Invictus tuvieron lugar en marzo de 2014 en el Parque Olímpico de la Reina Elizabeth en Londres, Reino Unido.
La 2014 ceremonia de apertura fue presidida por el príncipe Harry, el Primer ministro David Cameron, príncipe Charles, Camilla, duquesa de Cornwall, príncipe William, y Federico, entonces príncipe heredero de Dinamarca. El acontecimiento también incluyó un mensaje grabado entonces por la primera dama de los Estados Unidos Michelle Obama.
Los segundos juegos empezaron el 8 de mayo de 2016 en el ESPN Wide World of Sports Complex en Walt Disney World, Orlando, Florida, Estados Unidos. La ceremonia de apertura estuvo presidida por el príncipe Harry, la primera dama de los Estados Unidos Michelle Obama, el anterior presidente de EE. UU. George W. Bush y muchos otro dignatarios, el presidente de EE. UU. Barack Obama y la reina Isabel II que ayudaron a hacer un vídeo promocional para el acontecimiento del 2016.
Los juegos de 2017 tuvieron lugar durante el mes de septiembre, en Toronto, Canadá.

## Lanzador
Los Juegos se iniciaron el 6 de marzo de 2014 por el príncipe Harry en el estadio Copper Box de Londres, utilizado como local durante las olimpiadas de 2012. Teniendo un equipo británico que compitió en los Warrior Games de los EE. UU. que tuvieron lugar en Colorado en 2013, el príncipe deseó traer el concepto de un acontecimiento deportivo internacional similar al Reino Unido. Con el respaldo del Alcalde de Londres Boris Johnson, el Comité de Organización de los Juegos Olímpicos y Paralímpicos de Londres y el Ministerio de Defensa, el acontecimiento estuvo realizado y organizado en diez meses. 1 millones de libras hizo falta para financiar la promoción del proyecto por la Fundación Real, una caridad establecida por el príncipe Harry, junto con el Duque y la duquesa de Cambridge, con una cantidad igual prometida por el Canciller George Osborne de Treasury los fondos generaron por las multas que impusieron en bancos a raíz del Libor scandal. Los Juegos eran también patrocinados por  Jaguar Land Rover. Hablando sobre el lanzamiento, el príncipe dijo que los Juegos demostrarían " el poder del deporte para inspirar recuperación, rehabilitación y demostrar vida más allá de la incapacidad". También dijo que su objetivo a largo plazo era asegurar que la tropas heridas no son olvidadas desde la implicación de Gran Bretaña en la Guerra en Afganistán .

## Ciudades anfitrionas
| Edición | Año  | Ciudad                                                                                                   | País | Lugar | Naciones que participan                                                                                  | Ceremonia de apertura                                                                                    | Clausura                                                                                                 |
| ------- | ---- | --- | --- | --- | --- | --- | --- |
| I       | 2014 | Londres                                                                                                  | Bandera del Reino Unido                                                                                  | Queen Elizabeth Olympic Park                                                                             | 14 | 10 de septiembre                                                                                         | 14 de septiembre                                                                                         |
|         | 2015 | No hubo juegos en el 2015, para dar tiempo al próximo anfitrión, Orlando, a prepararlo y recaudar fondos | No hubo juegos en el 2015, para dar tiempo al próximo anfitrión, Orlando, a prepararlo y recaudar fondos | No hubo juegos en el 2015, para dar tiempo al próximo anfitrión, Orlando, a prepararlo y recaudar fondos | No hubo juegos en el 2015, para dar tiempo al próximo anfitrión, Orlando, a prepararlo y recaudar fondos | No hubo juegos en el 2015, para dar tiempo al próximo anfitrión, Orlando, a prepararlo y recaudar fondos | No hubo juegos en el 2015, para dar tiempo al próximo anfitrión, Orlando, a prepararlo y recaudar fondos |
| II      | 2016 | Orlando                                                                                                  | Bandera de Estados Unidos                                                                                | ESPN Wide World of Sports                                                                                | 15 | 8 de mayo                                                                                                | 12 de mayo                                                                                               |
| III     | 2017 | Toronto                                                                                                  | Bandera de Canadá                                                                                        | Air Canada Centre                                                                                        | 17 | 23 de septiembre                                                                                         | 30 de septiembre                                                                                         |
| IV      | 2018 | Sídney                                                                                                   | Bandera de Australia                                                                                     | Sydney Olympic Park                                                                                      | 18 | 20 de octubre                                                                                            | 27 de octubre                                                                                            |
|         | 2019 | No se disputaron                                                                                         | No se disputaron                                                                                         | No se disputaron                                                                                         | No se disputaron                                                                                         | No se disputaron                                                                                         | No se disputaron                                                                                         |
| V       | 2020 | Róterdam & La Haya                                                                                       | Bandera de los Países Bajos                                                                              | Sportcampus Zuiderpark                                                                                   | 19 | 9 de mayo                                                                                                | 16 de mayo                                                                                               |
|         | 2021 | No se disputaron                                                                                         | No se disputaron                                                                                         | No se disputaron                                                                                         | No se disputaron                                                                                         | No se disputaron                                                                                         | No se disputaron                                                                                         |
| VI      | 2022 | Düsseldorf                                                                                               | Bandera de Alemania                                                                                      | Merkur Spiel-Arena                                                                                       | 21 | 9 de septiembre de 2023                                                                                  | 16 de septiembre de 2023                                                                                 |
| VII     | 2025 | Vancouver-Whistler                                                                                       | Bandera de Canadá                                                                                        | Vancouver Convention Centre                                                                              | TBD | 6 de febrero de 2025                                                                                     | 17 de febrero de 2025                                                                                    |
| VIII    | 2027 | Birmingham                                                                                               | Bandera del Reino Unido                                                                                  | National Exhibition Centre                                                                               | TBD | TBD | TBD |

### Fundación de los juegos Invictus
La Fundación de los Juegos Invictus fue creada como legado de los primeros Juegos Invictus en la historia. Gobierna el proceso de los futuros Juegos .
El proceso de licitación para juegos futuros empezó en noviembre de 2014.

### Governance
Las personas quiénes gobiernan la fundación son:
- Patrón: Príncipe Harry
- Presidente: Sir Keith Mills

Trustees
- David Henson (Capitán de Equipo británico del 2014 Invictus Juegos)
- Debbie Jevans (Anteriormente Director de Deporte para el Londres 2012 Olímpico y Paralympic Juegos; Organizando miembro de comité Invictus Juegos 2014)
- Edward Lane Fox (Secretaría particular de Prince Harry)
- Terry Miller (consejo general para el Londres que Organiza Comité de las Olimpiadas y Paralympic Juegos; Organizando miembro de comité Invictus Juegos 2014)
  - Guy Monson (Trustees, La Fundación Real del Duque y Duchess de Cambridge y Prince Harry)
- Mary Reilly (también en el Tablero del Londres que Organiza Comité de las Olimpiadas y Paralympic Juegos, organizando miembro de comité de Invictus Juegos 2014)

Personal:
- Director gestor: Dominic Reid (era responsable para la entrega operacional del Invictus Londres de Juegos 2014)
- Director de operaciones: Rose Sala (organizando equipo para el Invictus Londres de Juegos 2014.)

### Embajador
Lewis Hamilton, el cuatro veces campeón del Campeonato Mundial de Fórmula 1, estuvo nombrado como el primer embajador.
- Hamilton visitó la casa Tedworth antes del acontecimiento.[15]
- 3 de julio de 2015, Lewis invitó a algunos atletas de los Juegos Invictus al British Grand Prix..[16]

## Historia

### 2014 Invictus Games

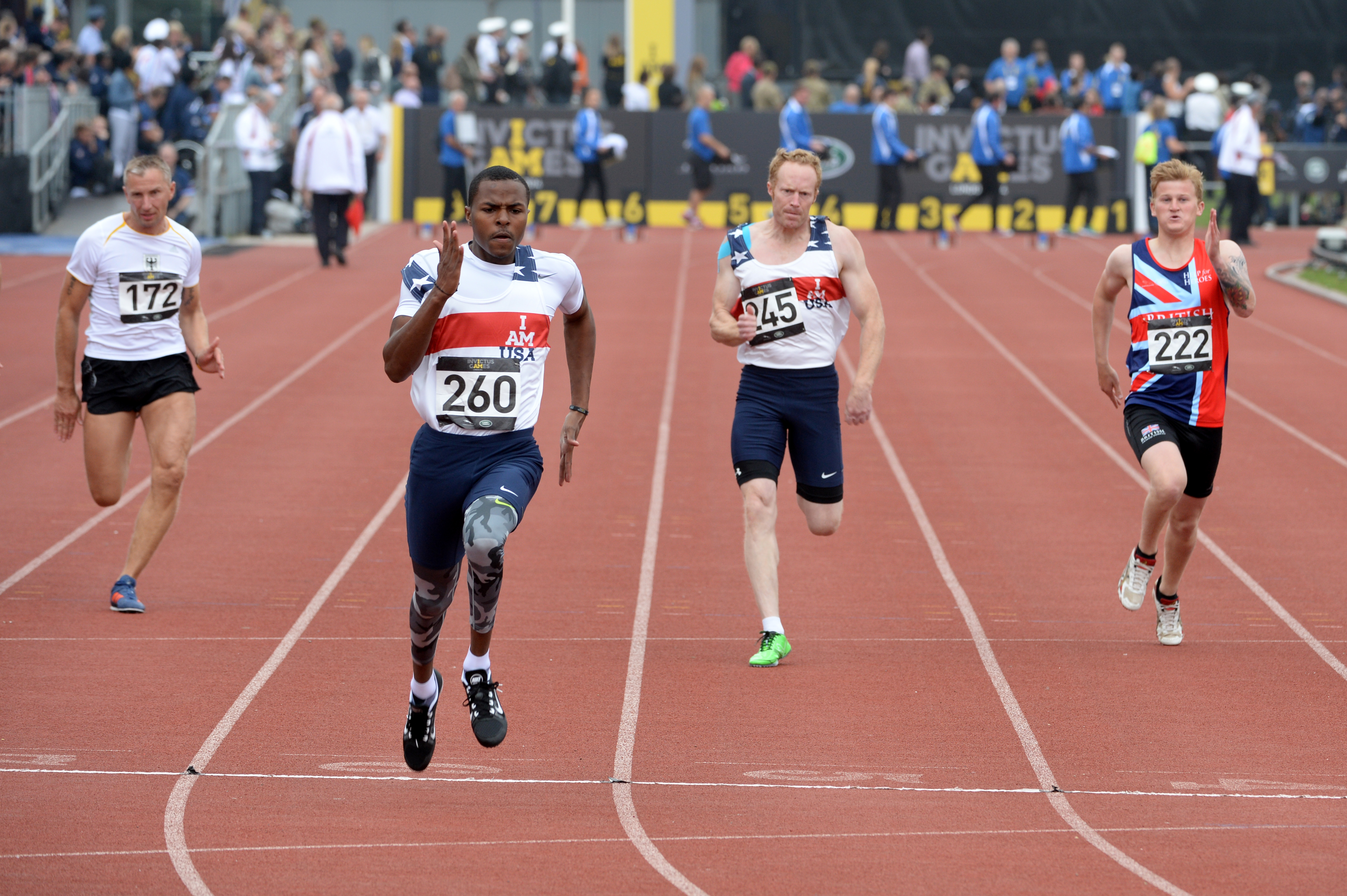
Cuatro corredores de Alemania, el Reino Unido y los Estados Unidos durante la prueba de 100 metros en los Juegos Invictus del 2014

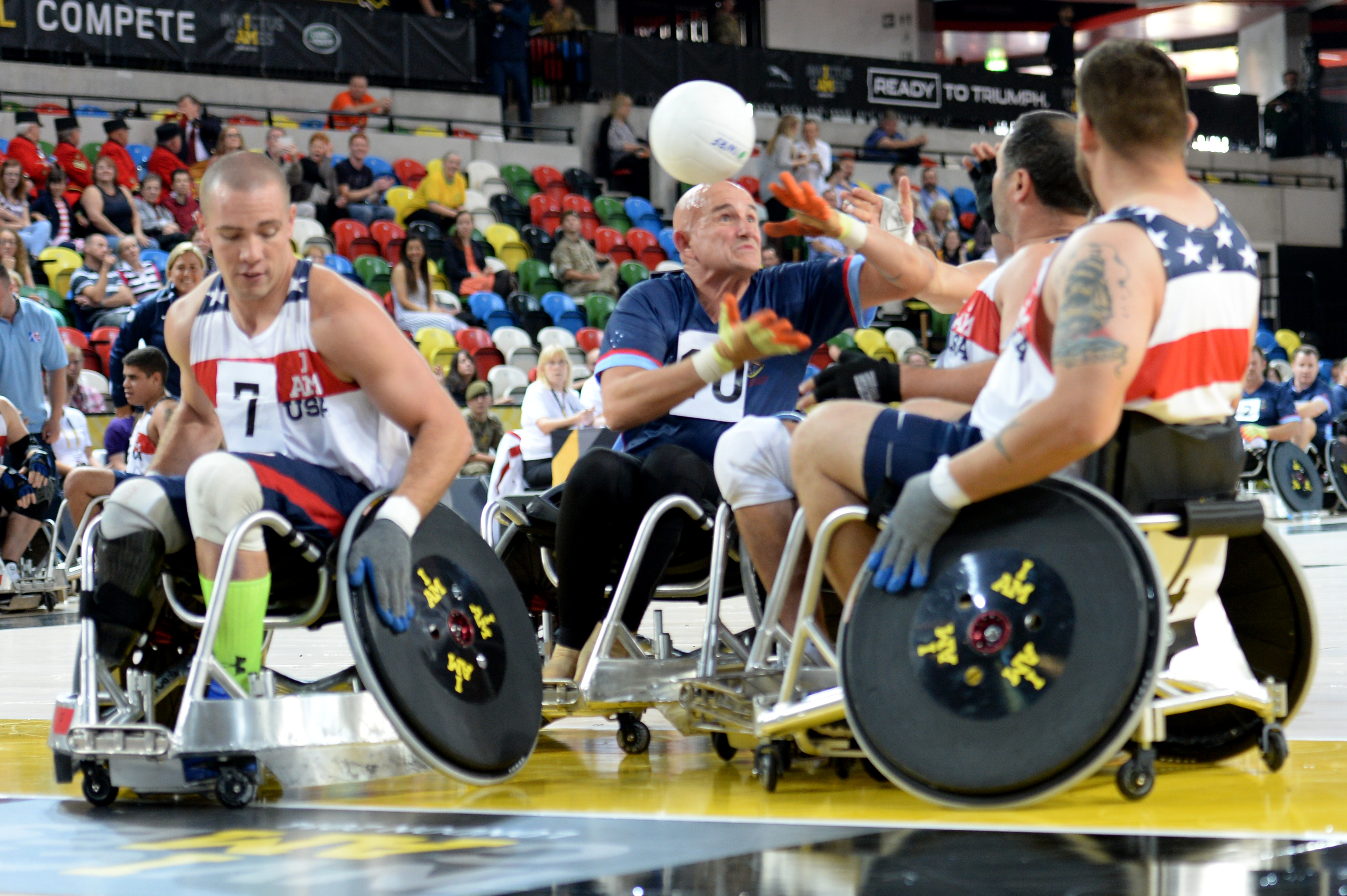
Tres defensores americanos golpean la pelota lejos de un jugador australiano durante un partido de rugbi en silla de ruedas entre los Estados Unidos y Australia en los Juegos Invictus del 2014

En el primer Invictus, los juegos tuvieron lugar entre el 10 y el 14 de septiembre de 2014. Alrededor de 300 competidores de 13 países participaron junto al Reino Unido en campañas militares recientes. Incluyendo los Estados Unidos, Australia, Canadá, Francia, Alemania, Dinamarca, Nueva Zelanda y Afganistán. Los acontecimientos competitivos tuvieron lugar en muchos de los estadios utilizados durante las olimpiadass de 2012, incluyendo la Copper Box y el  Lee Valley Athletics Centre.Los Juegos estuvieron retransmitidos por la BBC.

#### Comité de Organización
- Presidente: Príncipe Harry
- Presidente: Señor Keith Mills (presidente de diputado anterior del Londres que Organiza Comité de las Olimpiadas y Paralympic Juegos)
- General de lugarteniente Andrew Gregory (representa Defensa en el Invictus Tablero de Juegos)
- Señor general Nick Parker (era en cargo con organizar el soporte militar proporcionado por las Fuerzas Armadas durante el Londres 2012 Juegos)
- Sara Donaldson (era jefe agente operativo de la Compañía de Producción para el Londres 2012 Olímpico y Paralympic Abriendo y Cerrando Ceremonias)
- Edward Lane Fox (secretaría particular de Prince Harry)
- Debbie Jevans (Anteriormente Director de Deporte para el Londres 2012 Olímpico y Paralympic Juegos)
- Terry Miller (era consejo general para el Londres que Organiza Comité de las Olimpiadas y Paralympic Juegos)
- Guy Monson (trustee de La Fundación Real del Duque y Duchess de Cambridge y Prince Harry)
- Roger Mosey (era el director de la BBC de Londres 2012 cobertura de Olimpiadas y director de editorial de BBC anterior)
- Mary Reilly (era también en el Tablero del Londres que Organiza Comité de las Olimpiadas y Paralympic Juegos)
- Chris Townsend (era Director Comercial para el Londres que Organiza Comité del Olímpico y Paralympic Juegos)
- Señor Nathan Murray (era en cargo de organizar los #arena para los juegos para tener lugar)

#### Países invitados
14 países fueron invitados para los juegos de 2014, 8 de Europa, 2 de Asia, 2 de América del Norte y 2 de Oceanía. Ninguno de los países de África fueron invitados. Había equipos de todos los países invitados, a excepción de Irak, que compiten en los juegos.

#### Acontecimientos deportivos
Atletismo, tiro con arco,remo de interior, powerlifting, ciclismo de carretera, voleibol sentado, natación, baloncesto en silla de ruedas y  rugbi en silla de ruedas. El socio del presidente Jaguar Land Rove también organizó un reto de conducción.

#### Concierto de clausura 2014
El concierto de clausura estuvo retransmitido en la BBC Dos presentado por Clare Balding y Greg James. El concierto era presidido por Nick Grimshaw y Fearne Algodón, con rendimientos vivos de Foo Luchadores, Jefes de Káiser, James Romo, Rizzle Chuts, Ryan Adams y Ellie Goulding.

#### Pabellones
Los locales siguientes estuvieron utilizados para Invictus 2014:
- Lee Valley Athletics Centre
- London Velopark
- Here East
- London Aquatics Centre
- Copper Box Arena

### 2016 Invictus Games

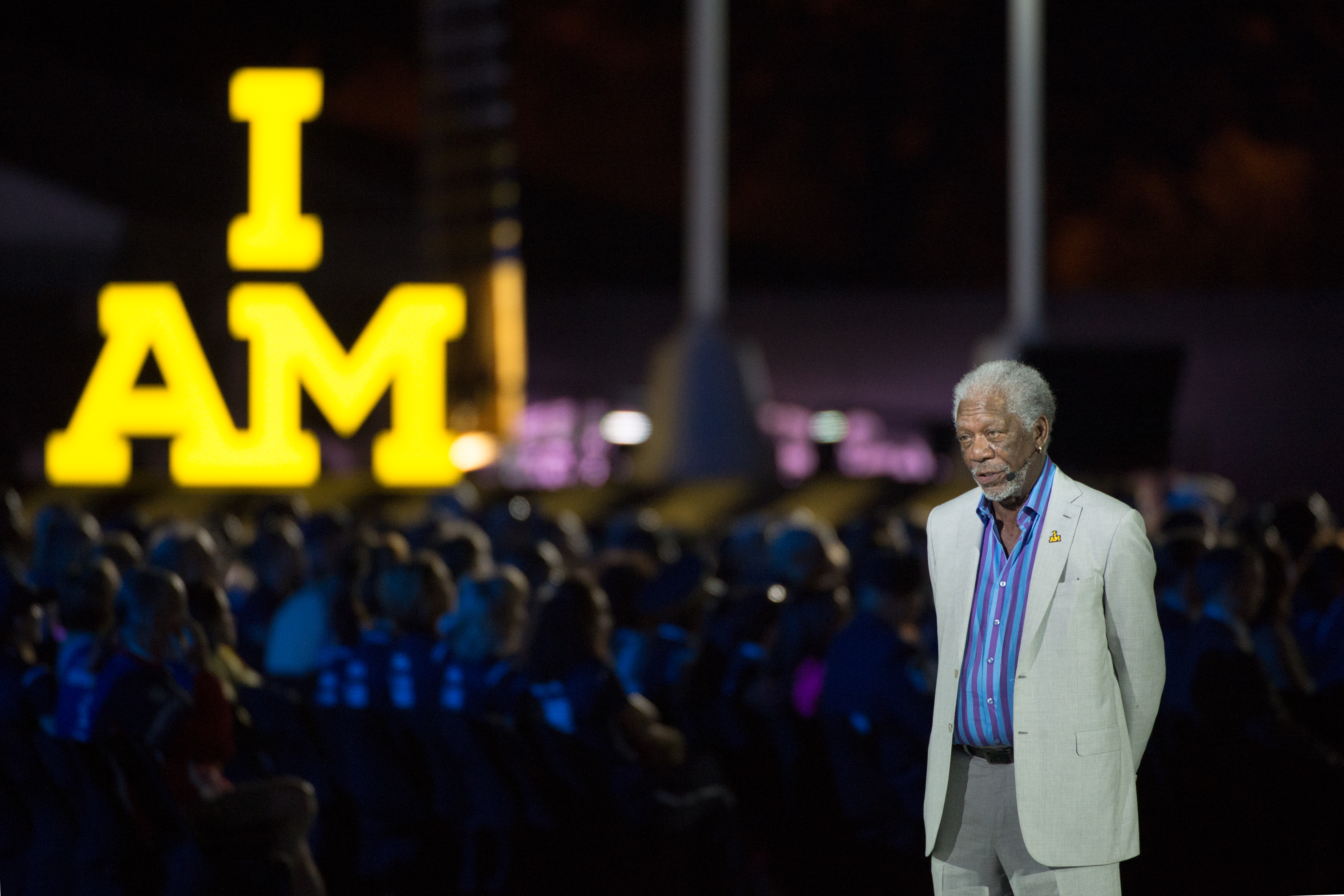
Academia actor Galardonado Morgan Freeman narra para la ceremonia de apertura al 2016 Invictus juegos en Orlando, Florida

El 14 de julio de 2015, el príncipe Harry, Patrón de la fundación de los Juegos Invictus , anunció que los Juegos Invictus tendrían lugar entre el 8 y el 12 de mayo de 2016 en el ESPN Mundo Ancho de Complejo de Deportes en Orlando, Florida.
El 28 de octubre de 2015,  el príncipe Harry, la primera dama de EE.UU, Michelle Obama  y la Segunda Dama Jill Biden, hicieron la apertura de los Juegos Invictus de 2016 en Fort Belvoir.

#### Comité de Organización

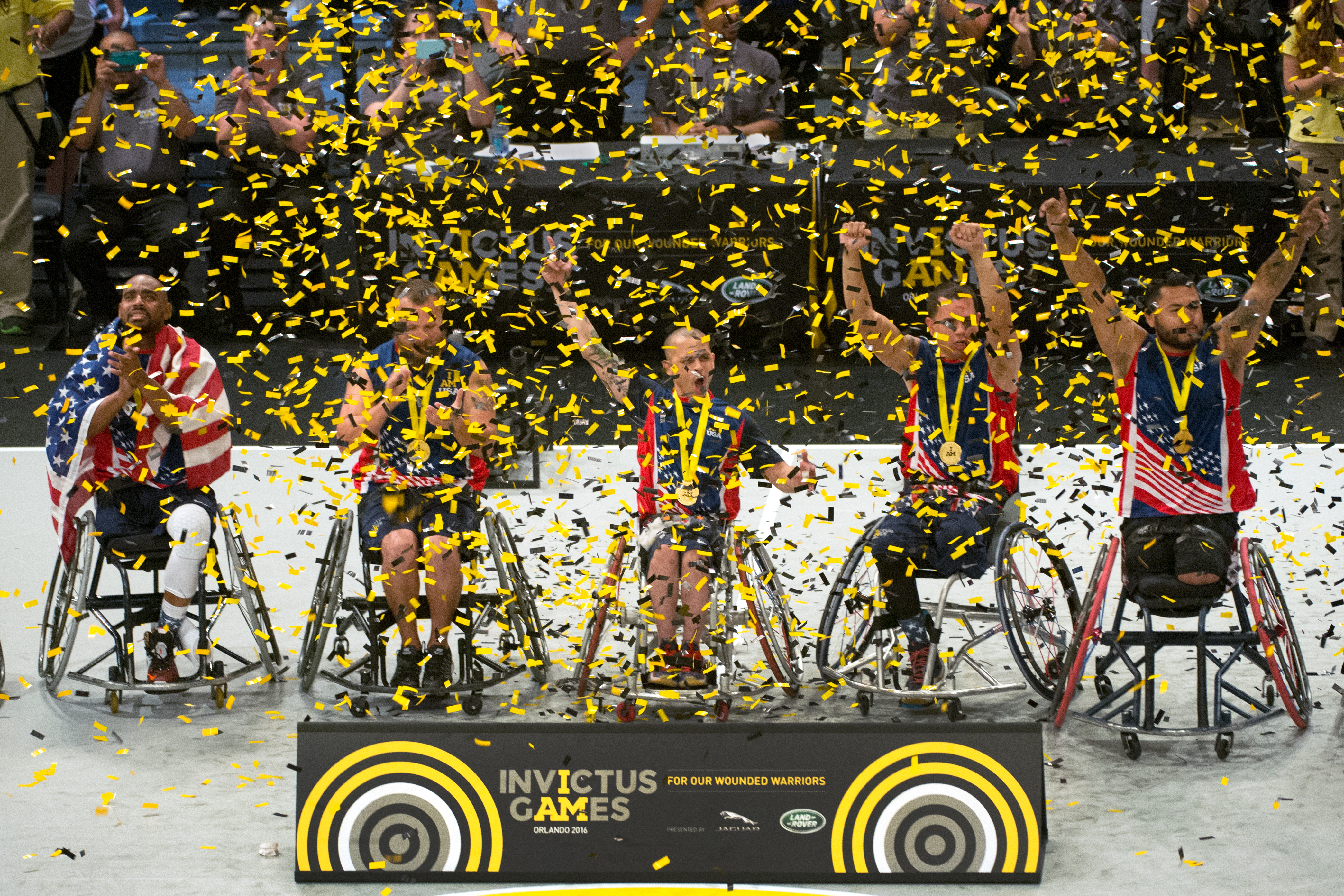
EE. UU. Invictus wheelchair miembros de equipo del baloncesto celebran su medalla de oro gana durante el 2016 Invictus Juegos

Para traer los Juegos Invictus  a los EE. UU., Militares Adaptive Sports Inc.  (MASI) fue creado, y trabajado para construir en el éxito del los Juegos Invictus de  2014 realizados en Londres.
Miembros de la Asociación de Militares Inc. de Deportes
- Presidente: Ken Fisher (Presidente y CEO del Fisher Fundación de Casa)
- Gerry Byrne,  PMC Presidente de Vicio, también en el tablero de muchos NPO: Fisher Casa, El Bob Woodruff Fundación,Ventaja de Veteranos,etc.
- Paul W. Bucha,  veterano de Guerra del Vietnam.
- Martin L. Edelman,  “de aconsejar” a Paul Hastings LLP,
- Bronwen Evans, Fundando Director y CEO de Fundación de Amor de Patriota Cierta (TPL) de Canadá, el cual ha sido levantando fondos récord para apoyar familias militares a través de sus Cenas de Tributo de la firma desde su inception en 2009.
- David Fox, el socio Sénior retirado de Greenwich Asocia
- Michael Haynie, Canciller de Vicio de Syracuse Universidad, responsable para Asuntos Veteranos y Militares.
- Charlie Huebner,  vicepresidente de Paralympic desarrollo para los EE. UU. Olímpicos y Paralympic Fundación (USOPF).
- Raymond W. Kelly
- Donna E. Shalala, Presidente y CEO del Clinton Fundación.
- Christie Smith, PhD, Deloitte Dirigiendo Principal para Consultar en la región del oeste de los Estados Unidos.
- Jacqueline Un. Weiss, Consejo General de Fisher Hermanos, responsables para asuntos legales.
- Montel Williams

Ken Fisher tomó el papel de Presidente y CEO para los Juegos Invictus  de Orlando 2016.

#### Países invitados
Los 14 países de los Juegos de 2014 estuvieron invitados de nuevo, mientras Jordania era el único invitado nuevo.

### 2017 Invictus Games
Toronto es el anfitrón de los Juegos Invictus de 2017 en septiembre durante el Canada's sesquicentennial. El edificio anfitrión son el Pan American y el Parapan American donde tuvieron lugar los Juegos en 2015, el plan de organizadores de Toronto para presentar más competidores, naciones y deportes, como acontecimientos de hielo.
A diferencia de juegos previos que tenían lugar solo en un sitio, múltiples locales alrededor del área de Toronto más Grande fueron el anfitrión de los 12 acontecimientos deportivos y de la apertura y la clausura de ceremonias. El Centro de Canadá del Aire como anfitrión de la apertura y clausura de la ceremonia. Fort York National Historic Site como anfitrión de tiro con arco. Nathan Phillips Plaza como anfitrión tenis en silla de ruedas; Ryerson University's Mattamy Athletic Centre como anfitrión de remo de interior, powerlifting, voleibol sentado, baloncesto en silla de ruedas y rugbi en silla de ruedas; St. George's Golf and Country Club como anfitrión de golf;The Distillery District como anfitrión del reto de conducción Jaguar Land Rover; High Park, Toronto como anfitrión de ciclismo; Toronto Pan Am Sports Centre  como anfitrión de natación, voleibol sentado y baloncesto en silla de ruedas; y York Lions Stadium como anfitrión de atletismo.
Michael Burns es el CEO para los Juegos de 2017 y la mascota oficial para los Juegos es Vimy, un Labrador.

#### Países invitados
Los 15 países de los Juegos de 2016 fueron invitados de nuevo, con invitaciones nuevas para ir a Rumanía y Ucrania.

#### Pabellones
- Air Canada Centre
- York Lions Stadium
- Fort York National Historic Site
- Toronto Pan Am Sports Centre
- Nathan Phillips Square
- Mattamy Athletic Centre
- St. George's Golf and Country Club
- High Park
- Distillery District

### 2018 Invictus Games
Las ofertas para ser anfitrión de los juegos Invictus 2018 cerraron en diciembre de 2015. El Gold Coast en Australia anunció su intención para pujar, utilizando las instalaciones que construyeron para el 2018 Commonwealth Juegos. En noviembre de 2016 Sídney, Australia fue anunciada como la ciudad anfitriona.

#### Países invitados
Los 17 países de los Juegos de 2017 fueron invitados de nuevo, con una nueva invitación para Polonia.

#### Pabellones
- Cockatoo Island
- Genea Netball Centre
- QuayCentre
- Qudos Bank Arena
- Farm Cove / Royal Botanic Garden, Sydney
- Sydney International Aquatic Centre
- Sydney Olympic Park Athletic Centre
- Sydney Olympic Park Hockey Centre
- NSW Tennis Centre
- Sydney Opera House

### 2020 Invictus Games
Los juegos, previstos para mayo de 2020 en La Haya, Países Bajos, tuvieron que ser aplazados dos veces, a raíz de la pandemia de COVID-19. Finalmente se celebraron del 16 al 22 de abril de 2022.

### 2022 Invictus Games
El organizador de los juegos de 2022, sería la ciudad de Düsseldorf en Alemania, en el Merkur Spiel-Arena. Se pospuso su celebración para 2023.

### 2023 Invictus Games

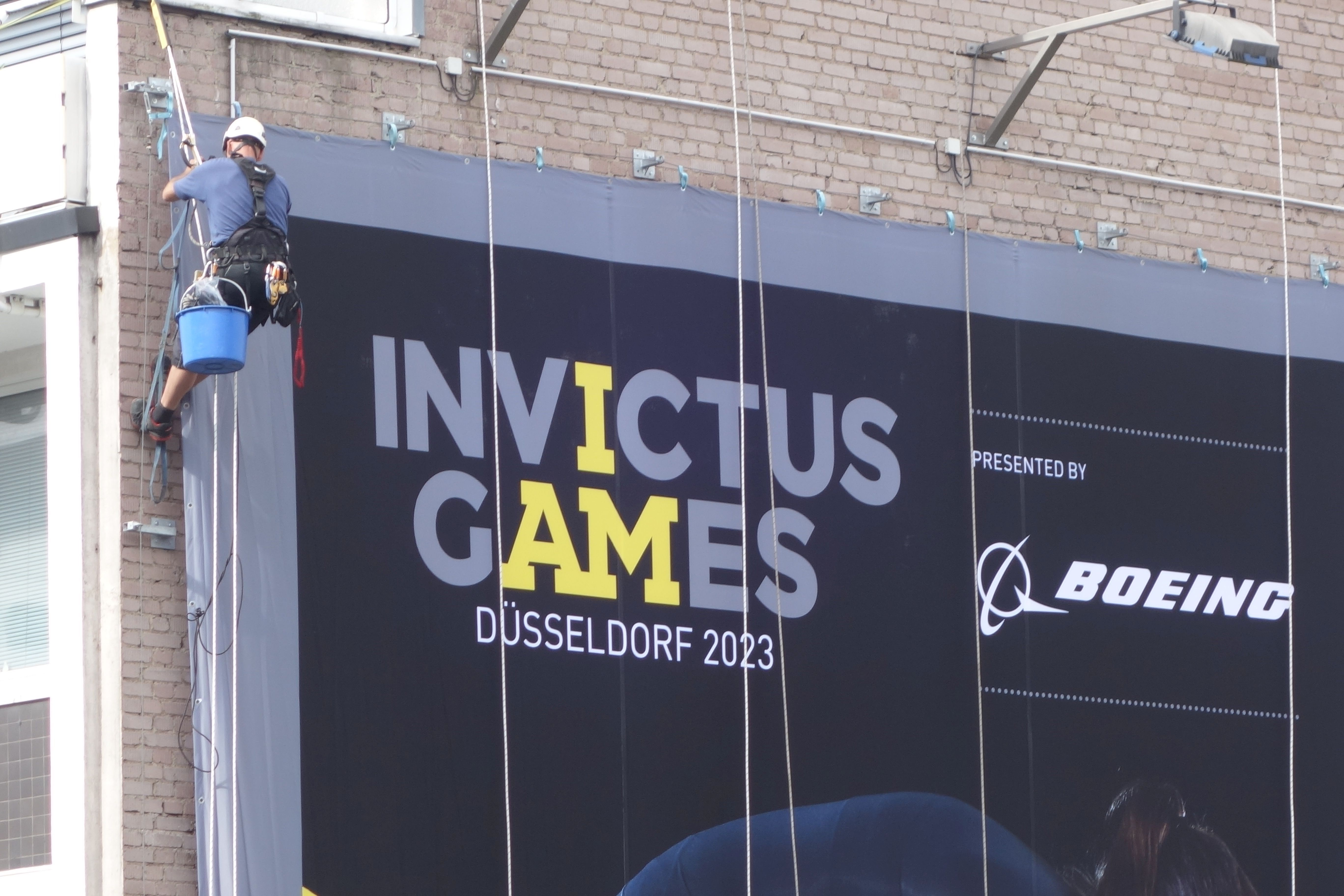
Instalación de un gran cartel de un escalador industrial para los Juegos Invictus de Düsseldorf 2023

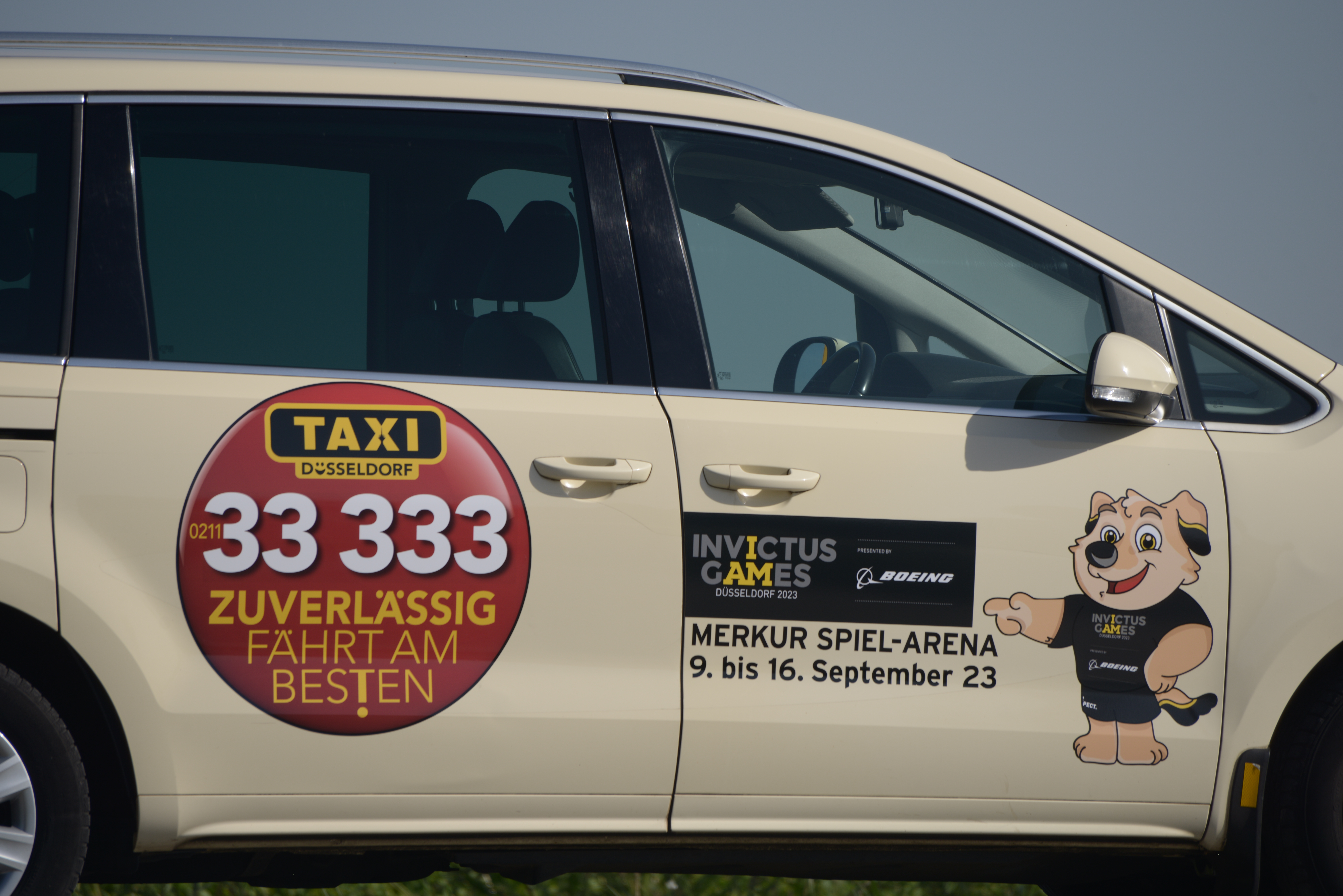
Advertising support for the Invictus Games 2023 with taxi-cabs in Düsseldorf

### 2025 Invictus Games
El 22 de abril de 2022 se anunció que los juegos de 2025 tendrían lugar en las ciudades de Vancouver y Whistler, en Canadá. Se prevé que sean los primeros juegos que incluyan deportes adaptados de invierno, como esquí alpino, esquí nórdico, skeleton y curling en silla de ruedas.

### 2027 Invictus Games
En julio de 2024 se anunció que la ciudad de Birmingham albergaría los juegos de 2027, en el National Exhibition Centre.